# Nyctimystes humeralis
Espèce
Synonymes
- Hyla humeralis Boulenger, 1912
- Litoria humeralis (Boulenger, 1912)

Statut de conservation UICN

 LC  : Préoccupation mineure
Nyctimystes humeralis est une espèce d'amphibiens de la famille des Pelodryadidae.

## Répartition
Cette espèce est endémique des montagnes de la Nouvelle-Guinée. Elle se rencontre entre 600 et 1 700 m d'altitude en Indonésie et en Papouasie-Nouvelle-Guinée.

## Description
Le mâle holotype mesure 100 mm.

## Publication originale
- Boulenger, 1912 : On some tree-frogs allied to Hyla caerulea with remarks on noteworthy secondary sexual characters in the family Hylidae. Zoologische Jahrbücher Suppl., vol. 15, p. 211-218 (texte intégral).